# Johann Linder
Johann Linder (* 1896 in Tablat, Kanton St. Gallen; † 18. Oktober 1972 in St. Gallen) war ein Schweizer Kellner und Weltenbummler, der in den 1950er Jahren als Fasnächtler und Schnitzelbänkler zu einem legendären St. Galler Stadtoriginal wurde.

## Leben

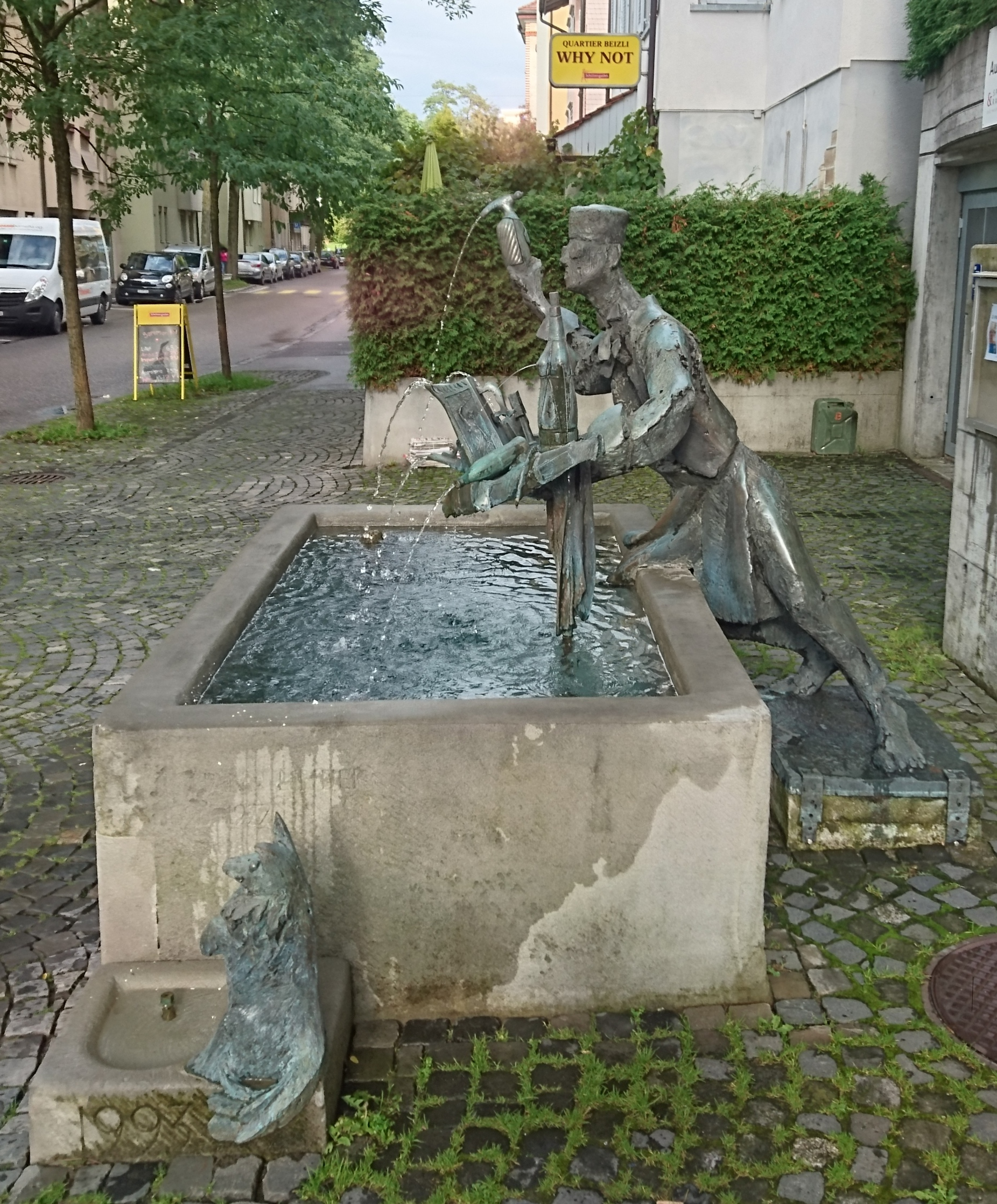
Der Johann-Linder-Brunnen von Max Oertli im Linsebühl, St. Gallen

Über Elternhaus, Kindheit und Jugend Linders ist kaum etwas bekannt. Im nahen Tablat geboren, wuchs er im St. Galler Stadtteil Linsebühl auf. Seine Kindheit war schwierig, und er war kein guter Schüler. Eine begonnene Lehre brach er schon nach vier Wochen wieder ab. Linder nahm Gelegenheitsjobs im Hotelfach an und war viele Jahre als Kellner und Barmann im Ausland tätig, unter anderem in England und Irland. Im November 1931 reiste er mit dem Dampfer Ansonia über Genua nach Ägypten, um in Alexandria als «Hotelangestellter» zu arbeiten. Dort verbrachte er insgesamt fünfzehn Wintersaisons. Nach zahlreichen Arbeitsaufenthalten im Ausland, aber auch in Schweizer Städten wie Lausanne, Zermatt, Montreux und St. Moritz, wo er mit der Welt der Reichen und Schönen in Berührung kam, kehrte er 1942 nach St. Gallen zurück, um für immer in seiner Heimatstadt zu bleiben. In einem seiner bekanntesten Chansons sang er später: «s Heichoo uf Sanggale isch doch s Schönscht!» (Schriftdeutsch: «Das Heimkommen nach St. Gallen ist doch das Schönste!»)
Linder fand eine Anstellung als Kellner im bekannten St. Galler Café Seeger am Oberen Graben. Von 1951 bis 1961 trat er in der Seeger-Bar zur Fasnachtszeit fast täglich mit seinem Programm Boat dö Nüij (St. Galler Französisch für Boîte de nuit, deutsch Nachtklub) als Einmann-Kabarett auf. In der Tradition der Bänkelsänger gab er als beliebter und gefragter stadtbekannter Schnitzelbänkler der St. Galler Fasnacht neuen Aufschwung und widerlegte dabei den Ruf der St. Galler, sie hätten keinen Humor. In seinen auf St. Galler Deutsch gesungenen Couplets machte er sich – meist instrumental begleitet – über Ereignisse des abgelaufenen Jahres lustig. Auf dem Flügel sitzend, zog er bei seinen Auftritten mit teilweise brüchiger Stimme singend und erzählend liebenswürdig und doch bissig über die vornehme Gesellschaft, Behörden und Obrigkeit her.
Die zu seinen Texten gehörigen grossformatigen Illustrationen, die als Schautafeln auf einem Helgen präsentiert wurden, fertigte für ihn sein Freund, der St. Galler Maler Willi Koch (1909–1988), an. Linders Texte wurden im Zeitraum 1956–1959 unter dem Titel Seegers Boat dö nüjh: [Schnitzelbänke] in Buchform herausgegeben. Mitschnitte seiner Auftritte sind der Nachwelt auf einigen Vinyl-Langspielplatten, deren Hüllen auch von Willi Koch mitgestaltet wurden, und einer 2003 erschienenen Musik-CD erhalten.
Im traditionsreichen Schweizer Humor- und Satiremagazin Nebelspalter wurde «der Johann», wie Linder von den St. Gallern genannt wurde, wie folgt beschrieben:

«Mager, bebrillt, ein St. Gallergesicht ohne jede Verwegenheit bis, ja bis darüber das gestickte Großvaterkäppli, darunter ein orangener Schlips sitzt und darin die Glanzlichterchen heitern Schalks aufblitzen oder die Wolkenschatten leiser Wehmut darüber gehen.»

Im Jahr 1961 wurde Linder im Alter von 65 Jahren AHV-berechtigt und setzte sich zur Ruhe. Anlässlich seiner letzten Vorstellung wurde er reich mit Blumen beschenkt, es wurden Reden gehalten, und die Stadtmusik spielte den eigens für ihn komponierten Johann-Linder-Marsch, der ein Jahr später auf der Langspielplatte Der wahre Johann veröffentlicht wurde. In der Folgezeit wurde es ruhig um Linder. Man sah ihn werktags gedankenverloren durch die Altstadtgassen wandern und sonntags vergnüglich mit dem Bus kreuz und quer durch die Stadt fahren.
Johann Linder starb in seinem 77. Lebensjahr am 18. Oktober 1972 verarmt in St. Gallen.

## Gedenken
Zum Gedenken an den Karnevalisten entwarf der St. Galler Bildhauer Max Oertli im Jahr 1993 den Johann-Linder-Brunnen, der in der mittleren Linsebühlstrasse aufgestellt wurde. Er besteht aus einem schlichten rechteckigen Betonbecken und einer lebensgrossen Bronzefigur des Johann Linder, der sich über den Rand des Brunnenbeckens vorbeugt und aus mehreren Gefässen Wasser ausschenkt. Als Besonderheit fliessen zur Fasnachtszeit an einem Tag statt Wasser Glühwein und Punsch aus diesem Brunnen.
Das Stadtarchiv St. Gallen bewahrt Linders Schnitzelbanktexte, die Zeichnungen von Willi Koch und die Musiknoten zum Johann-Linder-Marsch auf.

## Ehrungen
- 1961 Johann-Linder-Marsch
- 1993 Johann-Linder-Brunnen in St. Gallen

## Veröffentlichungen
Buch
- Seegers Boat dö nüjh: [Schnitzelbänke]. Johann Linders Schnitzelbank-Texte, Verlag nicht ermittelbar, St. Gallen 1956–1959.[7]

Tonaufnahmen
- Johann Linder’s Boat dö nüij. Langspielplatte. Mit Beiträgen von Renward Wyss [und weiteren]; Zwischentexte und Sprecher: Eduard Stäuble. Turicaphon AG, OCLC-Nummer 807244260.[8][9]
- Johann Linder – Singt und plaudert von St. Gallen und den St. Gallern. Langspielplatte. Label Tonjäger, 1970.[10][11]
- Der wahre Johann. Sanggallereien – geplaudert und gesungen von Johannes Linder. Langspielplatte, Label Tonjäger, 1972.[12]
- Erinnerungen an Johann Linder. Musik-CD. Radio- und Fernsehgesellschaft der Deutschen und der Rätoromanischen Schweiz, St. Gallen 2003, OCLC-Nummer 806972049.[13]